# Johannes Janssonius
Johannes Janssonius (Arnhem, 1588 — Amsterdã, 11 de julho de 1664), também chamado Jan Janszoon (não confundir com o pirata Jan Janszoon van Haarlem), foi um cartógrafo, editor e gravador neerlandês que viveu e trabalhou em Amsterdã no século XVII.

## Biografia
Em 1612 Casou-se com Elisabeth de Hondt, filha do cartógrafo Jodocus Hondius. Publicou seus primeiros mapas da França e da Itália em 1616. Em 1623 Janssonius era proprietário de livraria em Frankfurt (depois, também nas cidades de Danzig, Estocolmo, Copenhague, Berlim, Königsberg, Genebra e Lyon). Elisabeth morreu em 1627 e Johannes voltou a se casar, dessa vez com  Elisabeth Carlier, em 1629. Em 1630, em sociedade com seu cunhado Henricus Hondius, publicou vários atlas denominados de Mercator/ Hondius/ Janssonius.

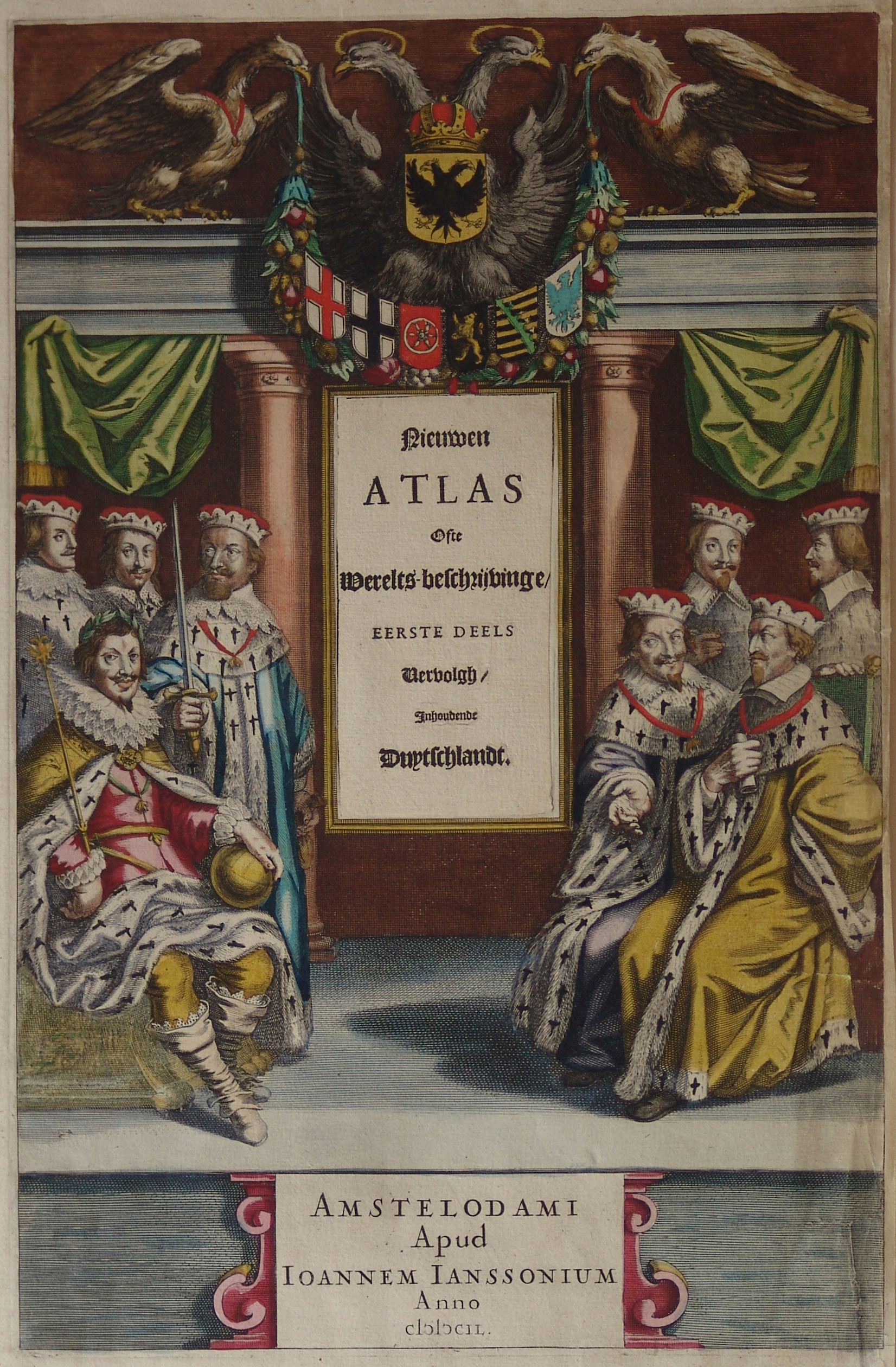
O Atlas Novus (Nieuwen Atlas), de Janssonius (1641).

Sob a direção de Janssonius , o Atlas de Hondius foi constantemente ampliado. Renomeado Atlas Novus, era constituído  de três volumes, em 1638 - sendo um deles inteiramente dedicado à Itália. Em 1646 um quarto volume foi publicado sob o título de English County Maps, sendo que um ano depois foi publicada uma edição similar, por  Willem Blaeu, razão pela qual Janssonius foi acusado de plagiar o trabalho de seu rival, mas muitos dos seus mapas são anteriores aos de Blaeu e mostram regiões diferentes. Em 1660, quando o Atlas assumiu o nome mais apropriado de Atlas Major, o número de volumes chegava a  11, contendo o trabalho de uma centena de autores e gravadores acreditados. O Atlas inclui uma descrição   "maior parte das cidades do mundo" (Townatlas'), do mundo marinho (Atlas maritimus em 33 mapas), e do mundo antigo (60 mapas). O 11º volume foi o atlas do ceu, de Andreas Cellarius. O Atlas foi publicado em neerlandês, latim, francês e, por várias vezes, em alemão.
Após a morte de Janssonius, sua editora foi assumida por seu genro, Johannes van Waesbergen. Em 1694, as placas de impressão de Janssonius foram adquiridas por Peter Schenk (ca. 1660-1711).

## Principais trabalhos
- Sueciæ, Norvegiæ et Daniæ Nova Tabula, Amsterdam, c. 1645.
- Tabula exactissima Regnorum Sueciæ et Norvegiæ (1636)
- Episcopatum Stavangriensis, Bergensis et Asloiensis. Amsterdam, 1636–1642.